# Simon Ntamwana
Simon Ntamwana (Mukenke, 3 giugno 1946) è un arcivescovo cattolico burundese, dal 19 febbraio 2022 arcivescovo emerito di Gitega.

## Biografia
Simon Ntamwana è nato il 3 giugno 1946 a Mukenke, provincia di Kirundo e vicariato apostolico di Urundi (oggi nella diocesi di Muyinga), nell'allora Regno del Burundi (oggi Repubblica del Burundi). È il quarto degli undici figli, di cui cinque morti in tenera età, di Joseph Ntamwana e Thérèse Budibu; la maggior parte dei suoi parenti sono morti durante i disordini dell'Izika del 1972, uccisioni di massa organizzate dall'esercito dominato dai tutsi e dal governo principalmente contro la popolazione di etnia hutu, a cui la sua famiglia apparteneva.

### Formazione e ministero sacerdotale
Ha iniziato gli studi primari nel 1953, prima nella nativa Mukenke e poi a Kanyinya. Ha deciso ben presto di seguire la sua vocazione al sacerdozio, cominciando gli studi secondari presso il Seminario minore di Mureke nel 1959 e passando poi a quello di Burasira nel 1963. Nel 1966 si è poi iscritto al Seminario maggiore di Bujumbura per studiare filosofia.
Nel 1967 si è trasferito a Roma, in Italia, per frequentare la Pontificia Università Urbaniana, dove ha conseguito la laurea in teologia; ha inoltre ottenuto un diploma presso l'Istituto per la conoscenza dell'ateismo e le sue cause. È stato ordinato diacono nel 1973, ricevendo poi l'ordinazione sacerdotale il 24 marzo 1974, nella capitale italiana, per imposizione delle mani del cardinale Agnelo Rossi, prefetto della Congregazione per l'evangelizzazione dei popoli; si è incardinato, ventisettenne, come presbitero della diocesi di Muyinga. In seguito ha conseguito anche il dottorato in filosofia all'Urbaniana.
Il 25 febbraio 1976 è tornato in Burundi, cominciando poco dopo a servire come rettore del Seminario minore di Muyinga (Rusengo), incarico svolto fino al 1979; dal 1977 è stato anche vicario generale della diocesi, responsabile diocesano per l'Azione Cattolica, l'educazione cristiana per i giovani e gli adulti, i lavoratori, la Caritas e l'Ufficio diocesano per lo sviluppo, nonché l'animazione delle vocazioni sacerdotali e religiose. Nel 1979 è divenuto parroco di Gitaramuka, ruolo svolto fino alla promozione all'episcopato.

### Ministero episcopale

#### Vescovo di Bujumbura
Il 14 novembre 1988 papa Giovanni Paolo II lo ha nominato, quarantaduenne, vescovo di Bujumbura; è succeduto al settantacinquenne Michel Ntuyahaga, contestualmente dimessosi per motivi d'età dopo ben ventinove anni di governo pastorale. Ha ricevuto la consacrazione episcopale il 5 febbraio 1989, nella cattedrale di Maria Regina Mundi a Bujumbura, per imposizione delle mani del cardinale Bernardin Gantin, prefetto della Congregazione per i vescovi e presidente del Pontificio consiglio della pastorale per i migranti e gli itineranti, assistito dai co-consacranti monsignori Ntuyahaga, suo predecessore, e Roger Mpungu, vescovo di Muyinga; ha preso possesso della diocesi durante la stessa cerimonia. Come suo motto episcopale ha scelto Charité et patience, che tradotto vuol dire "Carità e pazienza".
Mons. Ntamwana si è impegnato molto nel lavoro di riconciliazione e nella rivalutazione dei genocidi in Burundi: segnato da un'indiscutibile preoccupazione per l'armonia indistinta tra i burundesi, ha fondato la Œuvre Apostolique Vie Nouvelle pour la Réconciliation, a cui appartengono sacerdoti e laici impegnati nell'opera di riconciliazione e che gestisce progetti di beneficenza per vedove, orfani e detenuti. 
Nel febbraio 1995, gli oppositori del dialogo tra tutsi ed hutu hanno organizzato un attentato ai danni di monsignor Ntamwana, poi sventato, seguito da ulteriori minacce di morte.

#### Arcivescovo metropolita di Gitega
Il 24 gennaio 1997 lo stesso papa Giovanni Paolo II lo ha promosso, cinquantenne, arcivescovo metropolita di Gitega; è succeduto a Joachim Ruhuna, ucciso da una banda armata il 9 settembre 1996. Ha preso possesso dell'arcidiocesi durante una cerimonia svoltasi nella cattedrale di Cristo Re a Gitega il 22 marzo successivo. Il 29 giugno seguente, giorno della solennità dei Santi Pietro e Paolo, si è recato presso la basilica di San Pietro in Vaticano, dove il pontefice gli ha imposto il pallio, simbolo di comunione tra la Santa Sede ed il metropolita.
Lo stesso anno è stato eletto presidente della Conferenza dei vescovi cattolici del Burundi, succedendo a Bernard Bududira, vescovo di Bururi; ha ricoperto tale incarico per sette anni, venendo sostituito nel 2004 da Jean Ntagwarara, vescovo di Bubanza.
Il suo ministero a Gitega è stato particolarmente segnato dalla fondazione e dall'erezione canonica di diverse nuove parrocchie, il cui numero è salito da 26 a 42. Nello stesso orientamento, il numero delle regioni pastorali è stato rivisto al rialzo per una maggiore vicinanza ai cristiani. L'obiettivo perseguito, come aveva voluto il suo predecessore, è quello di ridimensionare le strutture eccessivamente ingombranti delle parrocchie, dare energia alle comunità ecclesiali di base e responsabilizzare i fedeli laici.
Il 24 gennaio 2002 ha partecipato alla giornata di preghiera per la pace nel Mondo ad Assisi.
Il 23 maggio 2005 si è recato in Vaticano, assieme agli altri membri dell'episcopato burundese, per la visita ad limina apostolorum, allo scopo di conoscere il nuovo papa Benedetto XVI e discutere della situazione e dei problemi relativi alla sua diocesi. Il 21 novembre seguente, dopo la morte di monsignor Bududira, è stato nominato amministratore apostolico di Bubanza, incarico che ha svolto fino alla nomina del successore Venant Bacinoni il 25 giugno 2007.
Il 4 luglio 2007 è stato eletto presidente dell'Associazione delle conferenze episcopali dell'Africa centrale, che raggruppa gli episcopati di Burundi, Congo e Ruanda, succedendo a Nicolas Djomo Lola, vescovo di Tshumbe; ha ricoperto tale incarico fino al 4 luglio 2014, quando gli è succeduto Smaragde Mbonyintege, vescovo di Kabgayi.
Il 6 novembre 2012 ha assistito a Bujumbura alla firma dell'accordo-quadro tra la Santa Sede e la Repubblica del Burundi, che definisce e garantisce lo statuto giuridico della Chiesa cattolica e regola vari ambiti, tra cui il matrimonio canonico, i luoghi di culto, le istituzioni cattoliche di istruzione e di educazione, l'insegnamento della religione nelle scuole, l'attività assistenziale-caritativa della Chiesa, la cura pastorale nelle forze armate e nelle istituzioni penitenziarie ed ospedaliere, e il regime patrimoniale e fiscale. Ha assistito anche allo scambio degli strumenti di ratifica del medesimo accordo, avvenuto il 28 febbraio 2014 nella sede del Ministero degli Affari Esteri e della Cooperazione Internazionale della Repubblica del Burundi.
Il 5 maggio 2014 si è recato nuovamente in Vaticano per la visita ad limina.
Il 19 febbraio 2022 papa Francesco ha accolto la sua rinuncia al governo pastorale dell'arcidiocesi di Gitega per raggiunti limiti di età; gli è succeduto Bonaventure Nahimana, fino ad allora vescovo di Rutana.
Monsignor Ntamwana parla correntemente kirundi, kiswahili, francese, italiano, tedesco, latino e greco; capisce anche lo spagnolo ed il portoghese.

## Prese di posizione

### Minaccia dopo l'omicidio di Michael Courtney
Il 29 dicembre 2003 Michael Aidan Courtney, arcivescovo titolare di Eanach Dúin e nunzio apostolico in Burundi, è stato brutalmente assassinato da alcuni colpi di arma da fuoco mentre passava in automobile a Minago, una città a circa 30 miglia a sud della capitale Bujumbura. In seguito monsignor Ntamwana ha accusato i ribelli delle Forze di liberazione nazionale del Burundi (FNL) di essere i mandanti dell'attentato ma l'organizzazione, negando qualunque coinvolgimento, gli ha dato un ultimatum minacciano di ucciderlo se non avesse lasciato il Paese entro trenta giorni. La conferenza episcopale ha dichiarato che non avrebbe ceduto ad alcuna pressione terroristica ed alla fine la questione si è appianata.

### Epidemia di AIDS in Africa
Nel marzo 2009 ha accolto con favore le dichiarazioni di papa Benedetto XVI sul preservativo ed ha affermato: "Non è il preservativo che riduce il numero di infezioni da AIDS ma certamente una disciplina che tutti devono imporre a sé stessi per poter cambiare atteggiamento, un atteggiamento che li aiuterà a sfuggire ad un edonismo che non si può più controllare".

### Elezioni presidenziali in Burundi del 2015
In vista delle elezioni presidenziali in Burundi del 2015, ha dichiarato: "Crediamo che il presidente Pierre Nkurunziza abbia completato i suoi due mandati". La sua posizione è interpretata come contraria alla candidatura del presidente in carica per un terzo mandato,  la cui elezione è comunque avvenuta.

## Genealogia episcopale e successione apostolica
La genealogia episcopale è:
- Cardinale Scipione Rebiba
- Cardinale Giulio Antonio Santori
- Cardinale Girolamo Bernerio, O.P.
- Arcivescovo Galeazzo Sanvitale
- Cardinale Ludovico Ludovisi
- Cardinale Luigi Caetani
- Cardinale Ulderico Carpegna
- Cardinale Paluzzo Paluzzi Altieri degli Albertoni
- Papa Benedetto XIII
- Papa Benedetto XIV
- Papa Clemente XIII
- Cardinale Marcantonio Colonna
- Cardinale Giacinto Sigismondo Gerdil, B.
- Cardinale Giulio Maria della Somaglia
- Cardinale Carlo Odescalchi, S.I.
- Cardinale Costantino Patrizi Naro
- Cardinale Lucido Maria Parocchi
- Papa Pio X
- Papa Benedetto XV
- Papa Pio XII
- Cardinale Eugène Tisserant
- Cardinale Bernardin Gantin
- Arcivescovo Simon Ntamwana

La successione apostolica è:
- Vescovo Joachim Ntahondereye (2003)
- Arcivescovo Bonaventure Nahimana (2009)